# Soumans
Soumans je francouzská obec v departementu Creuse v regionu Limousin. V roce 2011 zde žilo 595 obyvatel.

## Sousední obce
Bord-Saint-Georges, Lavaufranche, Leyrat, Nouhant, Treignat (Allier), Verneiges

## Vývoj počtu obyvatel
Počet obyvatel 